# Antonín Panenka
Antonin Panenka (Praga, 2 de desembre de 1948) fou un futbolista txecoslovac. La major part de la seva carrera va jugar al FC Bohemians Praha. Forma part de la història del futbol gràcies a la seva hàbil i sorprenent forma de convertir el penal que donà la victòria a la selecció de Txecoslovàquia a la final de l'Eurocopa de Futbol de 1976.

## El penal de Panenka
La final de l'Eurocopa de futbol que enfrontava la selecció de Txecoslovàquia i la d'Alemanya Occidental va acabar en empat (2-2) després de la pròrroga. Els set primers penals van acabar en gol fins que Uli Hoeneß va fallar el seu. Amb un 4-3 a favor, Panenka tenia la possibilitat de convertir el llançament decisiu.
Sota els pals hi havia Sepp Maier, llegendari porter del Bayern de Múnic. Panenka es va aproximar a la pilota i, just abans de xutar-la, va fingir xutar cap a un costat. Maier va estirar-se cap a la seva esquerra i Panenka va xutar per la part inferior de la pilota, que s'aixecà un parell de metres iniciant una vaselina. La pilota acabà entrant lentament pel bell mig de la porteria sense que el porter alemany, que ja era a terra, pogués fer res per a evitar-ho. De fet, Panenka, molt segur de si mateix, va començar a aixecar els braços en senyal de victòria instants abans que la pilota entrés a la porteria.
Aquest gol, ha passat a la història del futbol fins al punt que a una pena màxima convertida d'aquesta forma se l'anomena popularment penal estil Panenka.